# Noferefré szobra
Noferefré szobra egy ókori egyiptomi szobor, amely az óbirodalmi V. dinasztia egyik uralkodóját, Noferefrét ábrázolja. Jó állapotának és szépen fennmaradt színeinek köszönhetően az óbirodalmi szobrászat egyik legismertebb példája.
A szobrot csehszlovák régészek találták meg 1984-85-ös ásatásuk során, Noferefré abuszíri piramistemplomának maradványai között, három különböző helyen, darabokban – négy töredéket a templom délnyugati részének oszlopcsarnokában, hármat egy hosszú alapterületű raktárban, a csarnoktól délre, kettőt pedig egy kisebb helyiségben, a csarnoktól keletre. Az összeállított szobor nem teljes. Ma a kairói Egyiptomi Múzeum gyűjteményének része (JE 98171). Rózsaszín mészkőből készült, eredetileg 34 cm magas lehetett. A szobor trónon ülve ábrázolja Noferefrét, de a trón nagy része nem maradt fenn. A király rövid, fekete parókát visel, homlokán egy lyuk látható, amelyben ureusz lehetett, de ez sem maradt fenn, ahogy az álszakáll sem. Orra részben törött, ajka fölött fekete bajusz látható, mellkasa meztelen. Tarkóján sólyom ül, amely védelmezőn tárja ki szárnyait az uralkodó feje felett, karmai közt sen-gyűrűket tart. A király buzogányt tart jobb kezében, bal karja nagyrészt hiányzik, ahogy a szobor alsó fele is. Térde fennmaradt, ezen látszik, hogy sendit-ágyékkötőt viselt. A szobor talapzatának egy töredéke fennmaradt, a király jobb lábának egy részével együtt; a talapzaton rövid, vésett felirat áll: „Felső- és Alsó-Egyiptom királya, Noferefré, mindörökké”. Fennmaradt a trón hátuljának, illetve a talapzat egy díszítetlen részének töredéke is.

## Fordítás
- Ez a szócikk részben vagy egészben  a   Statuette of Neferefre című angol Wikipédia-szócikk ezen változatának fordításán alapul.  Az eredeti cikk szerkesztőit annak laptörténete sorolja fel. Ez a jelzés csupán a megfogalmazás eredetét és a szerzői jogokat jelzi, nem szolgál a cikkben szereplő információk forrásmegjelöléseként.